# ياسر حسن إسماعيل
ياسر حسن إسماعيل (5 يناير 1989) لاعب كرة قدم بحريني يلعب حاليا لصالح نادي الدرجة الأولى البسيتين البحريني في خط الوسط من 2007.

## الإنجازات
- الدرجة الأولى (1): 2013